# Bisdom Hasselt
Het Bisdom Hasselt (Latijn: Dioecesis Hasseletensis) is een bisdom in de Rooms-Katholieke Kerk in België. Samen met de andere Belgische bisdommen vormt het de Belgische kerkprovincie. Het bisdom werd opgericht op 31 mei 1967 via de apostolische constitutie Leodiensis (Hasseletensis) en werd hierdoor afgesplitst van het bisdom Luik. De Sint-Quintinuskerk werd in dat jaar tot kathedraal van het nieuwe bisdom verheven. De beschermheilige van het bisdom is Onze-Lieve-Vrouw Oorzaak van Blijdschap.
De huidige bisschop is Patrick Hoogmartens.

## Structuur
De kerkprovincie komt volledig overeen met de provincie Limburg en heeft 7 decanaten. In totaal zijn er 302 parochies, gegroepeerd in 58 pastorale eenheden en federaties.
In 2008 waren er in het bisdom 373 diocesane priesters, 75 permanente diakens en 22 parochieassistenten werkzaam.

## Priesteropleiding
De priesterstudenten van het bisdom Hasselt worden opgeleid aan het Johannes XXIII-seminarie van Leuven, sinds de verplaatsing van het seminarie in 2006.
Actueel (2019-2020) zijn er 3 priesterkandidaten voor het bisdom Hasselt.

## Heiligen en gedenkdagen in het bisdom
- Z. Valentinus Paquay, kloosterling (14 januari, vrije gedachtenis)
- H. Mutien-Marie Wiaux, kloosterling (30 januari, vrije gedachtenis)
- H. Amandus, bisschop (6 februari, vrije gedachtenis)
- HH. Harlindis en Relindis, maagd (13 februari, vrije gedachtenis)
- H. Bernadette Soubirous, maagd (18 februari, vrije gedachtenis)
- H. Eucherius, bisschop (20 februari, vrije gedachtenis)
- H. Chrodegangus, bisschop (6 maart, vrije gedachtenis)
- H. Damiaan De Veuster, priester (10 mei, vrije gedachtenis)
- Z. Edward Poppe, priester (10 juni, vrije gedachtenis)
- H. Lutgardis, maagd (16 juni, vrije gedachtenis)
- HH. Bisschoppen van het bisdom (4 juli, vrije gedachtenis)
- HH. Landrada en Amelberga, maagd  (8 juli, vrije gedachtenis)
- HH. Martelaren van Gorcum (9 juli, vrije gedachtenis)
- H. Maria Amendina, maagd en gezellen, martelares (10 juli, vrije gedachtenis)
- HH. Monulfus en Gondulfus, bisschoppen (16 juli, vrije gedachtenis)
- Z. Christina, maagd (24 juli, vrije gedachtenis)
- H. Juliana van Cornillon, maagd (7 augustus, vrije gedachtenis)
- H. Maria, moeder en middelares van genade, (31 augustus, vrije gedachtenis)
- H. Maria, Oorzaak onzer blijdschap, (8 september, (patroons)feest)
- H. Lambertus, bisschop en martelaar (17 september, vrije gedachtenis)
- Kerkwijdingsfeest van de kathedrale kerk (23 september, feest)
- H. Hubertus, bisschop (3 november, vrije gedachtenis)
- H. Willibrordus, bisschop (7 november, vrije gedachtenis)
- H. Trudo, abt (23 november, vrije gedachtenis)
- H. Johannes Berchmans, jezuïet (26 november, vrije gedachtenis)